# Nikołaj Smirnow (minister)
Nikołaj Iwanowicz Smirnow (ros. Никола́й Ива́нович Смирно́в, ur. 14 lutego 1904 w słobodzie Nikołajewskiej w guberni astrachańskiej, zm. 19 maja 1974 w Leningradzie) – radziecki polityk, minister.

## Życiorys
W 1925 ukończył Saratowski Instytut Rolniczy i został agronomem zarządu rolnego i pełnomocnikiem Głównego Komitetu Bawełnianego w guberni astrachańskiej, między 1929 a 1930 był pełnomocnikiem Głównego Komitetu Bawełnianego ds. Nowych Rejonów Bawełnianych ZSRR, kolejno w latach 1930-1936 pełnił funkcję zastępcy pełnomocnika Rostowskiego Trustu Sowchozów Bawełnianych i starszego agronoma radziecko-perskiej spółki akcyjnej "Perschłopok" w Teheranie i Astrachańskiej Komisji Planowej, a w latach 1936-1937 konsultanta ds. zagadnień uprawy bawełny przy Władzach Iranu. Od 1937 do grudnia 1946 dyrektor i kierownik naukowy Bawełnianego Pola Doświadczalnego "Nownicha" w Astrachaniu, dyrektor Astrachańskiej Kompleksowej Rolniczej Stacji Doświadczalnej, od 1946 kandydat nauk rolniczych, od 1946 do lutego 1954 dyrektor Północnego Instytutu Naukowo-Badawczego Hydrotechniki i Melioracji Ministerstwa Gospodarki Rolnej RFSRR. Od 1947 członek WKP(b), od lutego 1954 do lutego 1957 I zastępca przewodniczącego, a od lutego 1957 do października 1961 przewodniczący Komitetu Wykonawczego Leningradzkiej Rady Obwodowej, od września 1961 do marca 1962 zastępca przewodniczącego Państwowego Komitetu Planowania Rady Ministrów ZSRR, jednocześnie od listopada 1961 do marca 1962 minister ZSRR. Od 31 października 1961 do 29 marca 1966 zastępca członka KC KPZR, od 24 marca 1962 do 18 stycznia 1964 minister produkcji i zapasów produktów rolniczych RFSRR i jednocześnie I zastępca przewodniczącego Rady Ministrów RFSRR, od stycznia 1964 na emeryturze. Odznaczony Orderem Lenina. Deputowany do Rady Najwyższej ZSRR V i VI kadencji.